# Mrs Vandebilt
 (novembre 2020).
Si vous disposez d'ouvrages ou d'articles de référence ou si vous connaissez des sites web de qualité traitant du thème abordé ici, merci de compléter l'article en donnant les références utiles à sa vérifiabilité et en les liant à la section « Notes et références ».
Singles de Paul McCartney et les Wings
Helen Wheels
(1973) Jet
(1974)
Pistes de Band on the Run
Bluebird Let Me Roll It
Mrs Vandebilt est une chanson de Paul McCartney et les Wings parue fin 1973 sur l'album Band on the Run. Elle a ensuite été publiée en janvier 1974 en Australie et en Europe continentale en 45 tours.
Reconnaissable à son refrain en « ho, hey ho », la chanson a été enregistrée en studio à Lagos au Nigéria. Elle fait apparaître, outre les McCartney et Denny Laine aux différents instruments, un solo du saxophoniste Howie Casey.
Succès du groupe, la chanson est entrée en 2008 dans le répertoire de McCartney en concert, à la demande répétée du public.

## Genèse
Les premières lignes de la chanson sont tirées du slogan de l'interprète de music-hall anglais Charlie Chester. Le slogan de Chester était : « Sous une tente dans la jungle, mieux qu'un bungalow, pas de loyer. » Par la suite, les paroles ont changé en : « Sous une tente dans la jungle, tu n'utilises pas d'argent, tu ne payes le loyer. »
La chanson a été enregistrée lors des sessions d'album à Lagos, au Nigeria. Le studio a subi une panne de courant pendant la session, mais l'enregistrement s'est poursuivi avec des générateurs de secours. Des overdubs supplémentaires ont été faits plus tard à Londres.
Le rire forcé qui clôt Mrs Vandebilt a été influencé par les effets de Charlie Chester sur son public de studio. Les Wings ont ajouté de nouveaux rires dans les studios AIR de Londres. McCartney a déclaré : « Les rires ? Cela a commencé en Afrique. Nous faisions des rires idiots à la fin. Quand nous sommes revenus, nous avons fini par surcharger cette foule de gens qui riaient. C'était génial d'écouter les bandes, d'essayer de sélectionner le peu de rire que nous allions utiliser. La plupart était de nous, mais nous avions besoin d'un peu plus pour amortir. C'était génial d'écouter une salle remplie de gens qui riaient en stéréo, tous ces bouts de rires, nous étions par terre. »

## En concert
Paul McCartney n'avait pas joué la chanson en concert jusqu'au concert gratuit du 14 juin 2008 à Kiev, en Ukraine, car elle était la plus demandée dans un sondage en ligne. L'artiste a joué la chanson pour la ville de Québec, puis au parc Hayarkon à Tel Aviv, le 25 septembre 2008, pour son premier concert en Israël. Le titre est devenu un incontournable de sa setlist car il a également interprété la chanson à Halifax, le premier spectacle de sa tournée estivale 2009, ainsi que lors de ses trois représentations en juillet 2009 au Citi Field à New York. En outre, la chanson a été présentée dans sa tournée Up and Coming en 2010, sa tournée On the Run en 2011-2012 et la plupart de sa tournée Out There! en 2013. Elle a été abandonnée pour les représentations au Japon à la fin de cette dernière tournée en novembre 2013.

## Samples
- Divers éléments de la chanson, tels que les paroles "ho, hey ho", ont été échantillonnés dans le morceau Ho 'Is Short for Honey sur l'album The Death of Adam de 88-Keys, sorti en 2008.
- L'introduction de la chanson est également utilisée dans un remix de Big Boi intitulé Mrs. Vandebilt Told Me, sorti en ligne en 2014.

## Personnel
- Paul McCartney – chant, guitare, basse, batterie
- Linda McCartney – chœurs
- Denny Laine – guitare, chœurs
- Howie Casey – saxophone